# بادپر کامرون
بادپر کامرون (نام علمی: Cymothoe megaesta) نام یک گونه از سرده پروانه‌های بادپر است.